# اسپاس-کلپیکی
شهر اسپاس-کلپیکی (به روسی: Спас-Клепики) در کشور روسیه و در اوبلاست ریازان واقع شده‌است.